# Lijst van voetbalinterlands Brazilië - Chili
Deze lijst van voetbalinterlands is een overzicht van alle officiële voetbalwedstrijden tussen de nationale teams van Brazilië en Chili. De Zuid-Amerikaanse landen speelden tot op heden 76 keer tegen elkaar. De eerste ontmoeting was op 8 juli 1916 in Buenos Aires (Argentinië), tijdens de strijd om de Copa América 1916. Het laatste duel, een kwalificatiewedstrijd voor het Wereldkampioenschap voetbal 2026, vond plaats op 10 oktober 2024 in Santiago.

## Wedstrijden
| №  | Plaats          | Datum             | Competitie           | Wedstrijd        | Uitslag |
| -- | --------------- | ----------------- | -------------------- | ---------------- | ------- |
| 1  | Buenos Aires    | 8 juli 1916       | Copa América 1916    | Chili – Brazilië | 1 – 1   |
| 2  | Montevideo      | 12 oktober 1917   | Copa América 1917    | Brazilië – Chili | 5 – 0   |
| 3  | Rio de Janeiro  | 11 mei 1919       | Copa América 1919    | Brazilië – Chili | 6 – 0   |
| 4  | Valparaíso      | 11 september 1920 | Copa América 1920    | Chili – Brazilië | 0 – 1   |
| 5  | Rio de Janeiro  | 17 september 1922 | Copa América 1922    | Brazilië – Chili | 1 – 1   |
| 6  | Buenos Aires    | 3 januari 1937    | Copa América 1937    | Brazilië – Chili | 6 – 4   |
| 7  | Montevideo      | 14 januari 1942   | Copa América 1942    | Brazilië – Chili | 6 – 1   |
| 8  | Santiago        | 28 februari 1945  | Copa América 1945    | Chili – Brazilië | 0 – 1   |
| 9  | Buenos Aires    | 3 februari 1946   | Copa América 1946    | Brazilië – Chili | 5 – 1   |
| 10 | São Paulo       | 13 april 1949     | Copa América 1949    | Brazilië – Chili | 2 – 1   |
| 11 | Santiago        | 20 april 1952     | Vriendschappelijk    | Chili – Brazilië | 0 – 3   |
| 12 | Lima            | 23 maart 1953     | Copa América 1953    | Brazilië − Chili | 3 − 2   |
| 13 | Santiago        | 28 februari 1954  | WK 1954 kwalificatie | Chili – Brazilië | 0 – 2   |
| 14 | Rio de Janeiro  | 14 maart 1954     | WK 1954 kwalificatie | Brazilië − Chili | 1 − 0   |
| 15 | Rio de Janeiro  | 18 september 1955 | Vriendschappelijk    | Brazilië − Chili | 1 − 1   |
| 16 | São Paulo       | 20 september 1955 | Vriendschappelijk    | Brazilië – Chili | 2 – 1   |
| 17 | Montevideo      | 24 januari 1956   | Copa América 1956    | Chili – Brazilië | 4 – 1   |
| 18 | Mexico-Stad     | 1 maart 1956      | Vriendschappelijk    | Brazilië – Chili | 2 – 1   |
| 19 | Lima            | 13 maart 1957     | Copa América 1957    | Brazilië – Chili | 4 – 2   |
| 20 | Santiago        | 15 september 1957 | Vriendschappelijk    | Chili – Brazilië | 1 – 0   |
| 21 | Santiago        | 18 september 1957 | Vriendschappelijk    | Chili – Brazilië | 1 – 1   |
| 22 | Buenos Aires    | 15 maart 1959     | Copa América 1959    | Brazilië – Chili | 3 – 0   |
| 23 | Rio de Janeiro  | 17 september 1959 | Vriendschappelijk    | Brazilië – Chili | 7 – 0   |
| 24 | Rio de Janeiro  | 20 september 1959 | Vriendschappelijk    | Brazilië – Chili | 1 – 0   |
| 25 | Rio de Janeiro  | 29 juni 1960      | Vriendschappelijk    | Brazilië – Chili | 4 – 0   |
| 26 | Santiago        | 7 mei 1961        | Vriendschappelijk    | Chili – Brazilië | 1 – 2   |
| 27 | Santiago        | 11 mei 1961       | Vriendschappelijk    | Chili – Brazilië | 0 – 1   |
| 28 | Santiago        | 13 juni 1962      | WK 1962              | Brazilië – Chili | 4 – 2   |
| 29 | Santiago        | 17 april 1966     | Vriendschappelijk    | Chili – Brazilië | 0 – 1   |
| 30 | Santiago        | 20 april 1966     | Vriendschappelijk    | Chili – Brazilië | 2 – 1   |
| 31 | Rio de Janeiro  | 15 mei 1966       | Vriendschappelijk    | Brazilië – Chili | 1 – 1   |
| 32 | Rio de Janeiro  | 19 mei 1966       | Vriendschappelijk    | Brazilië – Chili | 1 – 0   |
| 33 | Santiago        | 19 september 1967 | Vriendschappelijk    | Chili – Brazilië | 0 – 1   |
| 34 | Rio de Janeiro  | 22 maart 1970     | Vriendschappelijk    | Brazilië – Chili | 5 – 0   |
| 35 | Rio de Janeiro  | 26 maart 1970     | Vriendschappelijk    | Brazilië – Chili | 2 – 1   |
| 36 | Santiago        | 4 oktober 1970    | Vriendschappelijk    | Chili – Brazilië | 1 – 5   |
| 37 | Belo Horizonte  | 24 juni 1980      | Vriendschappelijk    | Brazilië – Chili | 2 – 1   |
| 38 | Rio de Janeiro  | 14 maart 1981     | Vriendschappelijk    | Brazilië – Chili | 2 – 1   |
| 39 | Santiago        | 26 augustus 1981  | Vriendschappelijk    | Chili – Brazilië | 0 – 0   |
| 40 | Rio de Janeiro  | 28 april 1983     | Vriendschappelijk    | Brazilië – Chili | 3 – 2   |
| 41 | Santiago        | 28 juli 1983      | Vriendschappelijk    | Chili – Brazilië | 0 – 0   |
| 42 | Santiago        | 21 mei 1985       | Vriendschappelijk    | Chili – Brazilië | 2 – 1   |
| 43 | Porto Alegre    | 8 juni 1985       | Vriendschappelijk    | Brazilië – Chili | 3 – 1   |
| 44 | Curitiba        | 7 mei 1986        | Vriendschappelijk    | Brazilië – Chili | 1 – 1   |
| 45 | Córdoba         | 4 juli 1987       | Copa América 1987    | Chili – Brazilië | 4 – 0   |
| 46 | Uberlândia      | 10 december 1987  | Vriendschappelijk    | Brazilië – Chili | 2 – 1   |
| 47 | Santiago        | 13 augustus 1989  | WK 1990 kwalificatie | Chili – Brazilië | 1 – 1   |
| 48 | Rio de Janeiro  | 3 september 1989  | WK 1990 kwalificatie | Brazilië – Chili | 2 – 0   |
| 49 | Santiago        | 15 oktober 1990   | Vriendschappelijk    | Chili – Brazilië | 0 – 0   |
| 50 | Belém           | 9 november 1990   | Vriendschappelijk    | Brazilië – Chili | 0 – 0   |
| 51 | Santiago        | 21 juli 1991      | Copa América 1991    | Chili – Brazilië | 0 – 2   |
| 52 | Cuenca          | 22 juni 1993      | Copa América 1993    | Brazilië – Chili | 2 – 3   |
| 53 | Brasilia        | 2 april 1997      | Vriendschappelijk    | Brazilië – Chili | 4 – 0   |
| 54 | Parijs          | 27 juni 1998      | WK 1998              | Brazilië – Chili | 4 – 1   |
| 55 | Ciudad del Este | 7 juli 1999       | Copa América 1999    | Brazilië – Chili | 1 – 0   |
| 56 | Santiago        | 16 augustus 2000  | WK 2002 kwalificatie | Chili – Brazilië | 3 – 0   |
| 57 | Curitiba        | 7 oktober 2001    | WK 2002 kwalificatie | Brazilië – Chili | 2 – 0   |
| 58 | Santiago        | 7 juni 2004       | WK 2006 kwalificatie | Chili – Brazilië | 1 – 1   |
| 59 | Arequipa        | 9 juli 2004       | Copa América 2004    | Brazilië – Chili | 1 – 0   |
| 60 | Brasilia        | 4 september 2004  | WK 2006 kwalificatie | Brazilië – Chili | 5 – 0   |
| 61 | Göteborg        | 24 maart 2007     | Vriendschappelijk    | Brazilië – Chili | 4 – 0   |
| 62 | Maturín         | 1 juli 2007       | Copa América 2007    | Brazilië – Chili | 3 – 0   |
| 63 | Puerto La Cruz  | 8 juli 2007       | Copa América 2007    | Chili − Brazilië | 1 − 6   |
| 64 | Santiago        | 8 september 2008  | WK 2010 kwalificatie | Chili – Brazilië | 0 – 3   |
| 65 | Salvador        | 10 september 2009 | WK 2010 kwalificatie | Brazilië – Chili | 4 – 2   |
| 66 | Johannesburg    | 28 juni 2010      | WK 2010              | Brazilië – Chili | 3 – 0   |
| 67 | Belo Horizonte  | 24 april 2013     | Vriendschappelijk    | Brazilië – Chili | 2 – 2   |
| 68 | Toronto         | 19 november 2013  | Vriendschappelijk    | Brazilië – Chili | 2 – 1   |
| 69 | Belo Horizonte  | 28 juni 2014      | WK 2014              | Brazilië – Chili | 1 – 1   |
| 70 | Londen          | 29 maart 2015     | Vriendschappelijk    | Brazilië – Chili | 1 – 0   |
| 71 | Santiago        | 9 oktober 2015    | WK 2018 kwalificatie | Chili – Brazilië | 2 – 0   |
| 72 | São Paulo       | 11 oktober 2017   | WK 2018 kwalificatie | Brazilië – Chili | 3 – 0   |
| 73 | Rio de Janeiro  | 2 juli 2021       | Copa América 2021    | Brazilië − Chili | 1 − 0   |
| 74 | Santiago        | 2 september 2021  | WK 2022 kwalificatie | Chili − Brazilië | 0 − 1   |
| 75 | Rio de Janeiro  | 24 maart 2022     | WK 2022 kwalificatie | Brazilië − Chili | 4 − 0   |
| 76 | Santiago        | 10 oktober 2024   | WK 2026 kwalificatie | Chili − Brazilië | 1 – 2   |
| 77 | Rio de Janeiro  | 4 september 2025  | WK 2026 kwalificatie | Brazilië − Chili |         |

## Samenvatting
| Competitie        | Totaal gespeeld | Winst Brazilië | Gelijk | Winst Chili | Doelsaldo Brazilië – Chili |
| ----------------- | --------------- | -------------- | ------ | ----------- | -------------------------- |
| WK-eindronde      | 4               | 3              | 1      | 0           | 12 – 4                     |
| WK-kwalificatie   | 15              | 11             | 2      | 2           | 31 − 10                    |
| Copa América      | 22              | 17             | 2      | 3           | 61 − 25                    |
| Vriendschappelijk | 35              | 23             | 9      | 3           | 68 – 23                    |
| Totaal            | 76              | 54             | 14     | 8           | 172 – 62                   |

Wedstrijden bepaald door strafschoppen worden, in lijn met de FIFA, als een gelijkspel gerekend.

## Details

### 37ste ontmoeting
| Vriendschappelijk (Belo Horizonte, Brazilië, 24 juni 1980): |       |                    |
| Brazilië                                                    | 2 – 1 | Chili              |
| Zico 49' Toninho Cerezo 52'                                 | goals | 44' Patricio Yáñez |
| - Debuut van doelman Óscar Wirth voor Chili.                |       |                    |

### 38ste ontmoeting
| Vriendschappelijk (Ribeirão Preto, Brazilië, 14 maart 1981):                                           |              | |
| Brazilië                                                                                               | 2 – 1        | Chili |
| Zico 30' Reinaldo 46'                                                                                  | goals        | 50' Carlos Caszely |
| Telê Santana                                                                                           | bondscoach   | Luis Santibáñez |
| Waldir Peres Edevaldo Edinho Oscar Júnior Batista Sócrates Zico Paulo César Reinaldo ??' Zé Sérgio ??' | opstellingen | Mario Osbén Lizardo Garrido René Valenzuela ??' Santiago Gatica Vladimir Bigorra Eduardo Bonvallet Manuel Rojas Mario Soto Rodolfo Dubó ??' Carlos Caszely Patricio Yáñez |
| Serginho Chulapa ??' Éder ??'                                                                          | wissels      | ??' Carlos Rivas ??' Óscar Herrera |

### 40ste ontmoeting
| Vriendschappelijk (Rio de Janeiro, Brazilië, 28 april 1983):                                                                         |       |                                                          |
| Brazilië | 3 – 2 | Chili                                                    |
| Careca 20' Éder 42' Renato 87' | goals | 36' (pen.) Juan Carlos Orellana 61' Juan Carlos Orellana |
| - Eerste en enige interland van Luis Mosquera voor Chili. - Debuut van Rubén Espinoza, Patricio Reyes en Marcelo Pacheco voor Chili. |       |                                                          |

### 42ste ontmoeting
| Vriendschappelijk (Santiago, Chili, 21 mei 1985): |       |                       |
| Chili                                             | 2 – 1 | Brazilië              |
| Hugo Rubio 8' Carlos Caszely 43'                  | goals | 58' Walter Casagrande |

### 43ste ontmoeting
| Vriendschappelijk (Porto Alegre, Brazilië, 8 juni 1985): |       |                   |
| Brazilië                                                 | 3 – 1 | Chili             |
| Zico 35' Leandro 45' Zico 49'                            | goals | 76' Alfredo Núñez |

### 44ste ontmoeting
| Vriendschappelijk (Curitiba, Brazilië, 7 mei 1986):                                                                 |       |                   |
| Brazilië | 1 – 1 | Chili             |
| Walter Casagrande 81'                                                                                               | goals | 27' Mariano Puyol |
| - Debuut van Jaime Pizarro, Manuel Pellegrini, Mariano Puyol, Fernando Astengo, Ivo Basay en Jaime Vera voor Chili. |       |                   |

### 45ste ontmoeting
| Copa América 1987 (Córdoba, Argentinië, 3 juli 1987):                         |              |              |
| Chili                                                                         | 4 – 0        | Brazilië     |
| Ivo Basay 41' Juan Carlos Letelier 48' Ivo Basay 68' Juan Carlos Letelier 75' | goals        |              |
|                                                                               | rode kaarten | 57' Nelsinho |

### 46ste ontmoeting
| Vriendschappelijk (Uberlândia, Brazilië, 9 december 1987):                                                                                                   |       |                    |
| Brazilië | 2 – 1 | Chili              |
| Valdo Candido 46' Renato Portaluppi 53' | goals | 36' Rubén Martínez |
| - Debuut van Gustavo Huerta, Rubén Martínez, Francisco Ugarte, Manuel Pedreros en Leonel Pedreros. - 21ste en laatste interland Vladimir Bigorra voor Chili. |       |                    |

### 47ste ontmoeting
| WK 1990 kwalificatie (Santiago, Chili, 13 augustus 1989): |              |                          |
| Chili                                                     | 1 – 1        | Brazilië                 |
| Ivo Basay 90'                                             | goals        | 63' (e.d.) Hugo González |
| Raúl Ormeño 10'                                           | rode kaarten | 2' Romário               |

### 48ste ontmoeting
| WK 1990 kwalificatie (Rio de Janeiro, Brazilië, 3 september 1989): |       |       |
| Brazilië | 1 – 0 | Chili |
| Careca 49' | goals |       |
| - De wedstrijd werd gestaakt in de 70ste minuut, toen vuurwerk vanaf de tribune werd gegooid en in de buurt belandde van de Chileense doelman Roberto Rojas. Die ging naar de grond met hoofdletsel, waarna het Chileense team weigerde om de wedstrijd voort te zetten. Videobeelden toonden later aan dat Rojas zichzelf had verwond met een scheermesje dat hij had verborgen in zijn handschoen. Brazilië werd een 2-0-overwinning toegekend, Chili werd uitgesloten van deelname aan de kwalificatiereeks voor het Wereldkampioenschap voetbal 1994. Rojas werd voor het leven geschorst. |       |       |

### 49ste ontmoeting
| Vriendschappelijk (Santiago, Chili, 17 oktober 1990):                                                                              |       |          |
| Chili | 0 – 0 | Brazilië |
| | goals |          |
| - Debuut van Javier Margas, Eduardo Vilches en Fabián Estay voor Chili. - 37ste en laatste interland van Jorge Aravena voor Chili. |       |          |

### 50ste ontmoeting
| Vriendschappelijk (Belém, Brazilië, 8 november 1990):                                                                              |              | |
| Brazilië | 0 – 0        | Chili |
| | goals        | |
| Paulo Roberto Falcão | bondscoach   | Arturo Salah |
| Sérgio Adílson Batista Cafu Gil Baiano 39' Lira Paulão 73' César Sampaio 83' Donizete Oliveira Neto 46' Careca Charles             | opstellingen | Marco Cornez Andrés Romero Eduardo Vilches Javier Margas Lizardo Garrido Fabián Estay Jaime Pizarro 64' Jorge Contreras ??' Raúl Ormeño ??' Aníbal González 46' Rubén Martínez |
| Luís Henrique 39' Valdeir 46' Cléber 73' Leonardo 83'                                                                              | wissels      | ??' Juan Ramón Garrido 64' Héctor Puebla ??' Richard Zambrano 46' Luis Guarda                                                                                                  |
| César Sampaio ??' | gele kaarten | |
| - Debuut van Andrés Romero, Luis Guarda en Richard Zambrano voor Chili. - 36ste en laatste interland van Héctor Puebla voor Chili. |              | |